# 马岗鹅
马岗鹅，属中型鹅，产于广东省开平县马岗乡，故得名马岗鹅。
它是广东省优良地，马岗鹅分布整个开平县，还分布于佛山、肇庆、湛江、广州等地。1925年，马岗区翠山乡农户梁奕德引入高明县三洲公鹅与阳江母鹅杂交，用杂交后代选择培育而成马岗鹅。